# Masashi Ohuchi
Masashi Ohuchi (japanska: 大内仁?, Ōuchi Masashi), född 28 september 1943 i Kōriyama, död 6 juni 2011, var en japansk tyngdlyftare.
Ohuchi blev olympisk silvermedaljör i 75-kilosklassen i tyngdlyftning vid sommarspelen 1968 i Mexico City.